# Out of the Cool
Out of the Cool ist ein Jazz-Album von Gil Evans. Es wurde am 18. November und 15. Dezember 1960 im Club Jazz Gallery in New York City aufgenommen und 1961 auf Impulse! Records veröffentlicht.

## Das Album
Out of the Cool war das Ergebnis zweijähriger Bemühungen des Pianisten und Arrangeurs Gil Evans, wieder mit einer eigenen Band zu arbeiten. Er hatte zwar schon 1957 – während seiner Zusammenarbeit mit Miles Davis – mit einer losen Formation das Album Gil Evans and Ten produziert, an dem meist Kollegen aus dem Claude Thornhill Orchester mitwirkten, und danach noch zwei Alben eingespielt (New Bottle, Old Wine (1958) und Great Jazz Standards (1959)). Sie dokumentierten „die Suche nach tonal überzeugenden Kontrasten“, so der Evans-Biograph Raymond Horricks.

Diese Alben wirken letztlich wie eine Vorübung auf das entstehende (erste) „The Gil Evans Orchestra“, das er im Herbst 1960 in einem sechswöchigen Engagement im New Yorker Club The Jazz Gallery einführte. Nach einer Reihe von Experimenten hatte er hier die Instrumentierung zusammengestellt, die er für sein Klangideal benötigte; sie bestand aus zwei Trompeten, drei Posaunen (inklusive einer Bassposaune), je zwei Altsaxophonen, Flöten und Piccolo, einer Tuba, elektrischer Gitarre, er selbst als Pianist, Kontrabass und zwei Schlagzeugern, Elvin Jones und Charlie Persip.
Evans-Biograph Horricks vergleicht das erste – und mit fünfzehn Minuten längste – Stück La Nevada mit Marcel Prousts Recherche a la temps perdu und „dem Eintritt in eine Kathedrale; das Ganze sei ein Mikrokosmos dessen, was der Bandleader und Arrangeur in seinen späteren Projekten an Gestalt annehmen sollte.“, und in den klassischen Alben wie The Individualism of Gil Evans (1963/64), Where Flamingos Fly (1970), Svengali (1973) und There Comes a Time (1975) zur einmaligen Vollendung gelangte.

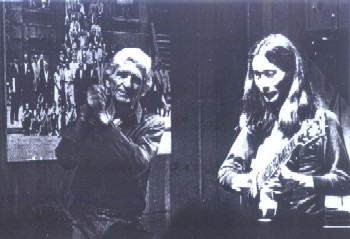
Gil Evans mit Ryō Kawasaki

Im Unterschied zu seinen vorangegangenen Studio-Produktionen hatte Evans mit dieser Big Band auch öffentliche Auftritte, was den Grad der Organisation, aber auch der Spontaneität der Musik auf dem Out of the Cool-Album erklärt. Gil Evans gelangen bis dahin so noch nicht gehörte Farben und Texturen seiner unverwechselbaren orchestralen Handschrift. Gleichzeitig war La Nevada ein Musterbeispiel an Einfachheit – es erlaubte lange Soli mit Passagen improvisierter Musik oder Head Arrangements; das „La Nevada“-Thema kommt immer wieder zurück. Dieser mehr „offene“ Stil, der vor allem seine Arbeiten in den 1970er und 1980er Jahren charakterisieren sollte, unterschied sich von seinen früheren Arbeiten, wie dem Miles Ahead-Album von 1957 oder Sketches of Spain (1959/60 mit Miles Davis als Hauptsolisten).
La Nevada beginnt mit einer Solo-Piano-Figur von Gil Evans; die Rhythmus-Instrumente beginnen dann nacheinander zu spielen „und es setzt ein hochintensives Spiel in mittlerem Tempo ein: Gil Evans benutzt die Maracas, um den Part des Schlagzeugs zu verstärken. Das Thema wird von den Trompetern und Flötisten in Bruchstücke zerlegt, mit Einsprengseln des Gitarristen Ray Crawford. Dann wird das Thema vom Pianisten, drei Posaunisten und schließlich den Posaunen gemeinsam mit den gestopften Trompeten und Holzblasinstrumenten vorgetragen.“ Horricks hebt das Niveau der Solisten in der damaligen Evans-Band hervor, Johnny Coles an der Trompete, Tony Studd als Bassposaunist, Budd Johnson als Tenorsaxophonist, schließlich der junge Ron Carter am Kontrabass und der Gitarrist Ray Crawford.
Produzent Creed Taylor erinnerte sich:

„La Nevada war nicht bloß eine Originalkomposition, sondern total spontan – wir hatten nichts [vorbereitet] bis zum nächsten Termin in Rudy Van Gelders Studio. Gil dudelte eine Weile auf dem Klavier herum, und dann begann er dieses Ding, und die Rhythmusgruppe fing auch an und der Funke sprang bei Gil über. Und er ging rüber zu Tony Studd, dem Bassposaunisten und sagte etwas zu ihm. Dann schrieb er etwas auf ein Zündholzheftchen. Genau so! Ich weiß, es klingt übertrieben, aber so war es. Dann zeigte er es Tony, der diese Figur zu spielen begann, und Gil gab es den anderen Bläsern weiter.“

Zwanzig Jahre später erinnerte sich Gil Evans an die Aufnahmesession:

„Sechs Wochen in Folge, sechs Tage die Woche. Wir kannten die Musik. Die Art und Weise, wie wir La Nevada spielten, unterschied sich vollkommen davon, wie wir es jemals zuvor gespielt hatten, aber wir spielten es immer verschieden. Der einzige Unterschied bei der Aufnahme war Elvin (Jones). Charlie Persip war der Drummer und Elvin kam rein und spielte nur die Shaker während der ganzen fünfzehn Minuten. Das ist alles, was er tat und er hielt damit alles zusammen, ließ Charlie alles machen, was er wollte. Die Form – wir hatten sie nicht geplant. Ich glaube, ich hatte nur die Reihenfolge der Soli vorgegeben.“

Eingerahmt zwischen den Evans-Kompositionen La Nevada und dem letzten Titel Sunken Treasure enthält das Album drei fremde Kompositionen, Where Flamingos Fly aus der Feder seines Freundes John Benson Brooks, das auf dem Arrangement beruhte, welches er für Helen Merrill (Dream of You, 1956) geschrieben hatte, ferner Kurt Weills Bilbao Song und George Russells Stratusphunk.

## Bewertung des Albums

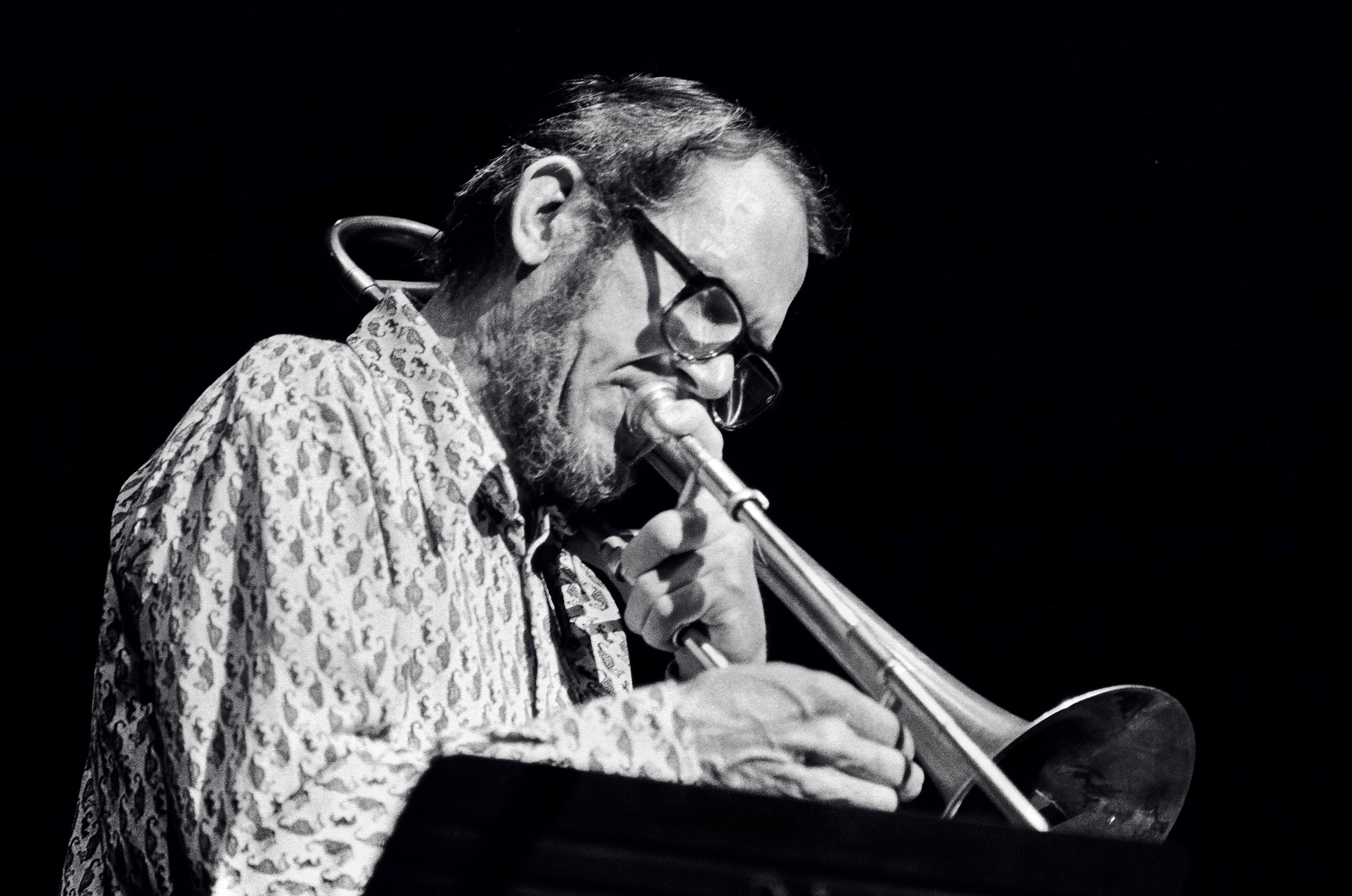
Jimmy Knepper

Stephanie Stein Crease zitiert die zeitgenössische Kritik des Down-Beat-Autoren John S. Wilson vom 25. Mai 1961:

“Here we see Evans plain – not concerned with creating suitable settings for Miles Davis, not reworking old jazz standards, but expressing himself with his own band. And it’s quiet a musical sight. For Evans is a full-fledged member of that select group of composer-arrangers who have completety instinctive musical personalities – a group in which Duke Ellington still remains head man and which includes, at the very least, Jelly Roll Morton and John Lewis.”

Richard Cook und Brian Morton, die in ihrem Penguin Guide to Jazz dem Album die höchste Bewertung verliehen, betrachten Out of the Cool als „Evans’ Meisterwerk unter eigenem Namen und bestes Beispiel für eine Jazz-Orchestrierung seit den frühen Duke Ellington-Bands“. Es seien vor allem die Solisten – wie Johnny Coles in dem gespenstisch wirkenden „Sunken Treasure“ oder der einsam erklingende Jimmy Knepper in Where Flamingoes Fly – die die Aufmerksamkeit auf den Hörer ziehen. Beim mehrmaligen Wiedergeben der Aufnahmen offenbare sich jedoch die gelassene Raffinesse von Evans’ Arrangements, die einer kräftig agierenden Band die Unmittelbarkeit und Elastizität eines Quintetts verleihen. La Nevada ist für die Autoren Evans’ beste, aber auch am wenigsten beachtete Partitur, die – typisch für Evans – auf ganz einfachen Grundmustern basiere.
Auch Ian Carr hebt das Album aus Gil Evans’ Diskografie hervor und nennt es „das wohl am perfektesten produzierte Werk, das der Bandleader unter eigenem Namen veröffentlicht hat. Coles habe eine musikalische Persönlichkeit entwickelt, die stark genug sei, die Rolle von Miles Davis im Gil Evans-Orchester zu übernehmen.“
Eine Bewertung von vier Sternen vergab auch der All Music Guide; Thom Jurek hob die Bedeutung von Miles Davis als seinem Partner bei dem vorangegangenen Projekt Sketches of Spain hervor, das Mitte 1960 fertiggestellt wurde; Evans habe dabei viel von Miles Davis über Improvisation, Instinkt und musikalischen Raum gelernt sowie über Orchesterfarben, Texturen und das erzeugen dynamischer Spannung. Evans orchestriere hier weniger, sondern überlasse es vielmehr der rhythm section aus Elvin Jones, Charlie Persip, Ron Carter und Ray Crawford, das Geschehen voranzutreiben. Die Musik auf dem Album sei von einer wunderbaren Vielfalt, eingerahmt durch zwei herausragende Evans-Kompositionen, La Nevada und Sunken Treasure.
Nach Ansicht der Evans-Biografin Stephanie Stein Crease repräsentiert Out of the Cool eine wichtige Stufe in Evans’ künstlerischem Ausdruck.

„Titel wie La Nevada waren Gils Antwort auf den Jazz der frühen 1960er – namentlich die heftige erforschende Improvisation von John Coltrane, dessen Musik ihn hochgradig berührte. Gils neue Arbeit integrierte Ausgeschriebenes und Improvisiertes […] Er schuf eine gänzlich andere Klangwelt als jene, die er mit und für Miles Davis geschaffen hatte und seinen vorangegangenen zwei Standard-Alben – [die] nun so harmlos [wirken] im Vergleich dazu! Nun erreichte er – wenn auch erst subtil – die offen angelegte, die Grenzen des Chaos berührende Musik, die den Großteil seines späteren Werkes ausmachen sollte.“

Stein Crease spricht auch die „düster emotionale Landschaft“ an, die Evans hier schuf; dies sei „ein Terrain, das gezwungen war zu erforschen. Von dort kommt auch der Schrei – wie erstmals in Porgy and Bess zu hören – der seine Entsprechung in allem finden sollte, was in Gils Arbeit folgte“.

## Titel des Albums

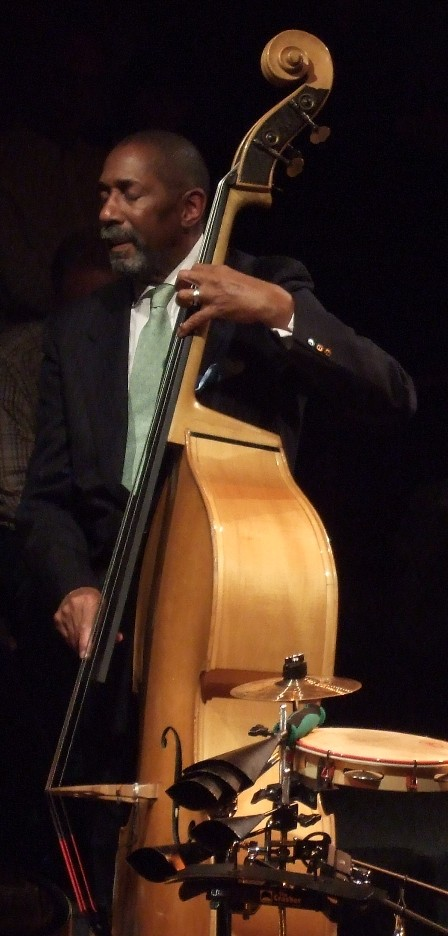
Ron Carter live im Alten Pfandhaus in Köln, 7. Oktober 2008

Gil Evans Orchestra – Out of the Cool (Impulse A(S) 4)
1. La Nevada (Evans) – 15:33
2. Where Flamingos Fly (Brooks, Courlander, Thea) – 5:11
3. Bilbao Song (Brecht, Weill) – 4:10
4. Stratusphunk (Evans, Russell) – 8:00
5. Sunken Treasure (Evans) – 4:15
6. Sister Sadie (Silver) – 6:57

## Chartplatzierungen
| ChartsChartplatzierungen | Höchstplatzierung | Wochen |
| ------------------------ | ----------------- | ------ |
| Deutschland (GfK)        | 83 (1 Wo.)        | 1      |